# Operation Halibur
Die Operation Halibur (tetum Operasaun Halibur, wörtlich deutsch Operation Einsammeln) war eine gemeinsame Operation der Nationalpolizei Osttimors (PNTL), der Verteidigungskräfte Osttimors (F-FDTL) und der International Stabilization Force (ISF) zur Ergreifung osttimoresischer Rebellen. Filomeno Paixão von den F-FDTL leitete die Operation. Militärischer Kommandant war Calisto dos Santos (Coliati), zweiter operativer Leiter Henrique da Costa.

## Geschehen
Am 11. Februar 2008 hatten die Rebellen beim Attentat in Dili Staatspräsident José Ramos-Horta und Premierminister Xanana Gusmão angegriffen. Ramos-Horta, einer seiner Leibwächter und ein Attentäter wurden dabei schwer verletzt, der Rebellenchef Alfredo Alves Reinado starb im Feuergefecht.
Die Regierung schuf am 17. Februar (Regierungsresolution 3/2008) das Komando Operasaun Konjunto KOK (deutsch Gemeinsames Operationskommando), das aus Mitgliedern der F-FDTL und der PNTL bestand. Das KOK begann mit Hilfe der ISF umgehend mit der Operation Halibur, um den Druck auf die Rebellen zu erhöhen, die seit den Unruhen in Osttimor 2006 operierten. In den folgenden Wochen ergaben sich die Rebellen nach und nach, ohne dass es zu weiteren Opfern kam. Amaro Susar da Costa bereits am 2. März und Gastão Salsinha im April. Beide übergaben zusammen mit ihren Begleitern ihre Waffen, die teils aus Regierungsbeständen, teils aus der indonesischen Besatzungszeit und der portugiesischen Kolonialzeit stammten. Dazu auch große Mengen an Munition. Zur genauen Anzahl der beschlagnahmten Waffen gibt es unterschiedliche Angaben. Es bestehen Vorwürfe, dass es im Laufe der Operation Halibur zu illegalem Verhalten und Menschenrechtsverletzungen durch Sicherheitspersonal kam.